# Я — твоя любовь!
«Я — твоя любовь!» — студийный альбом Софии Ротару выпущенный в 2008 году студией Artur Music. Альбом вышел в продажу 9 июня 2008 года. В него входят восемь неизданных, но ротировавшихся ранее песен, одна переизданная песня и две абсолютно новые песни, не ротировавшиеся до выхода альбома — «Моцарт» и «Не уходи». В версию альбома не для продажи вошли неизданные ранее синглы, и не вошедшие в официальную версию песни — «Цветы сирени» и «Оглянись назад». В подарочную версию альбома (для продажи по территории РФ) записан клип «Один на свете» и вложен календарик на 2008 год. Продажи диска оцениваются в 400 000 экземпляров. Песню «Я — твоя любовь!», давшую название данному альбому певица исполнила на фестивале «Новая волна» в концертном зале «Дзинтари» (Юрмала, Латвия).

## История альбома
Большинство треков — исполненные в течение 2006—2008 годов хиты, занимавшие неоднократно первые позиции в чартах российских радиостанций, награждённые Золотым граммофоном и вошедшие в финал фестиваля «Песня года» Софией Ротару, но не изданные на пространстве бывшего СССР до сих пор. В альбом вошли две ранее не исполненные песни: «Не уходи» и записанная в 2006 году песня «Моцарт» в которой София Ротару возвращается к манере исполнения речитативом. Альбом поступил в продажу на Украине 7 июня. В России альбом будет выпущен отдельным тиражом. Официальной презентации альбома до выхода первого украинского малого тиража для продаж на Украине не было.
7 августа 2008 года вышла также подарочная версия альбома, не предназначенная для продажи с двумя дополнительными треками («Цветы сирени» и «Оглянись назад») и изменённым списком песен.

### Запись
Альбом был записан в начале 2008-го года, но вышел только спустя 6 месяцев из-за причин связанных с производством студией Artur-Music. Альбом стал проектом сотрудничества арт-студии «София» и непосредственно выпускающего альбом лейбла. Арт-студия «София» ответственна, в частности, за оформление и дизайн нового альбома, а также за организацию фото-сессии Софии Ротару для обложки альбома. На задней стороне обложки первого тиража допущена ошибка в написании сайта Софии Ротару, где её фамилия указана с буквой «w» вместо «u». Название песни «Моцарт» написано на латинице, хотя песня исполняется на русском языке.

## Критика
Альбом отражает современное творчество Софии Ротару в характерном стиле андеграунд, по сравнению с остальной русской современной поп-музыкой. Хит «Осенние цветы» присутствует на третьем подряд альбоме певицы. Последний трек альбома «Моцарт» сделан отлично от других песен альбома с модными элементами аранжировки.
Песня «Оглянись назад» автора Олега Макаревич — вышедшая в августе 2008 песня Софии Ротару. По своему стилю входит в число относительно редких, так называемых, «сложных», «альтернативных» композиций, занимающих особое место в творчестве певицы. Данному направлению свойственна минорная тональность мелодии, умеренный темп, особенная проникновенность исполнения, вкрадчивость голоса, глубинная душевная печаль. Редко становясь сверхпопуляными, такие песни являются одними из наиболее удачных и сильных.
После прослушивания альбома остаётся светлое чувство грусти, и вновь вспоминается знаменитое откровение Ротару: «В моей жизни была лишь одна любовь».

## Список композиций
| №   | Название                        | Текст песни   | Музыка       | Длительность |
| --- | ------------------------------- | ------------- | ------------ | ------------ |
| 1.  | «Я назову планету именем твоим» | О. Ткач       | О. Макаревич | 3:53         |
| 2.  | «Не уходи»                      | Л. Архипенко  | В. Волкомор  | 3:04         |
| 3.  | «Сердце ты мое»                 | В. Куровский  | О. Макаревич | 3:06         |
| 4.  | «Не люби»                       | В. Куровский  | О. Макаревич | 3:44         |
| 5.  | «И полетим»                     | В. Куровский  | Р. Квинта    | 3:51         |
| 6.  | «Один на свете»                 | К. Меладзе    | К. Меладзе   | 3:46         |
| 7.  | «Так нечаянно»                  | В. Куровский  | Р. Квинта    | 3:05         |
| 8.  | «Какая на сердце погода»        | О. Ткач       | О. Макаревич | 3:29         |
| 9.  | «Я — твоя любовь»               | С. Андрийович | В. Волкомор  | 3:51         |
| 10. | «Осенние цветы»                 | А. Гарцман    | Р. Квинта    | 3:12         |
| 11. | «Моцарт»                        | В. Куровский  | Р. Квинта    | 3:51         |